# Kerivoula minuta
Kerivoula minuta — вид рукокрилих ссавців родини лиликових (Vespertilionidae).

## Поширення
Країни поширення: Індонезія, Малайзія. Мешкає в лісах.

## Загрози та охорона
Втрата середовища проживання через лісозаготівлю, сільське господарство, насадження плантацій, лісові пожежі, видобуток вугілля і вапняку створюють загрозу для цього виду. Проживає в кількох охоронних територіях в межах ареалу.